# Sterling City
Sterling City is een plaats (city) in de Amerikaanse staat Texas, en valt bestuurlijk gezien onder Sterling County.

## Demografie
Bij de volkstelling in 2000 werd het aantal inwoners vastgesteld op 1081.
In 2006 is het aantal inwoners door het United States Census Bureau geschat op 969, een daling van 112 (-10,4%).

## Geografie
Volgens het United States Census Bureau beslaat de plaats een oppervlakte van
2,5 km², geheel bestaande uit land. Sterling City ligt op ongeveer 697 m boven zeeniveau.

## Plaatsen in de nabije omgeving
De onderstaande figuur toont nabijgelegen plaatsen in een straal van 60 km rond Sterling City.